# Günəşli (Lerik)
Günəşli è un comune dell'Azerbaigian situato nel distretto di Lerik. Conta una popolazione di 1 022 abitanti.